# Furth (Oberhaching)

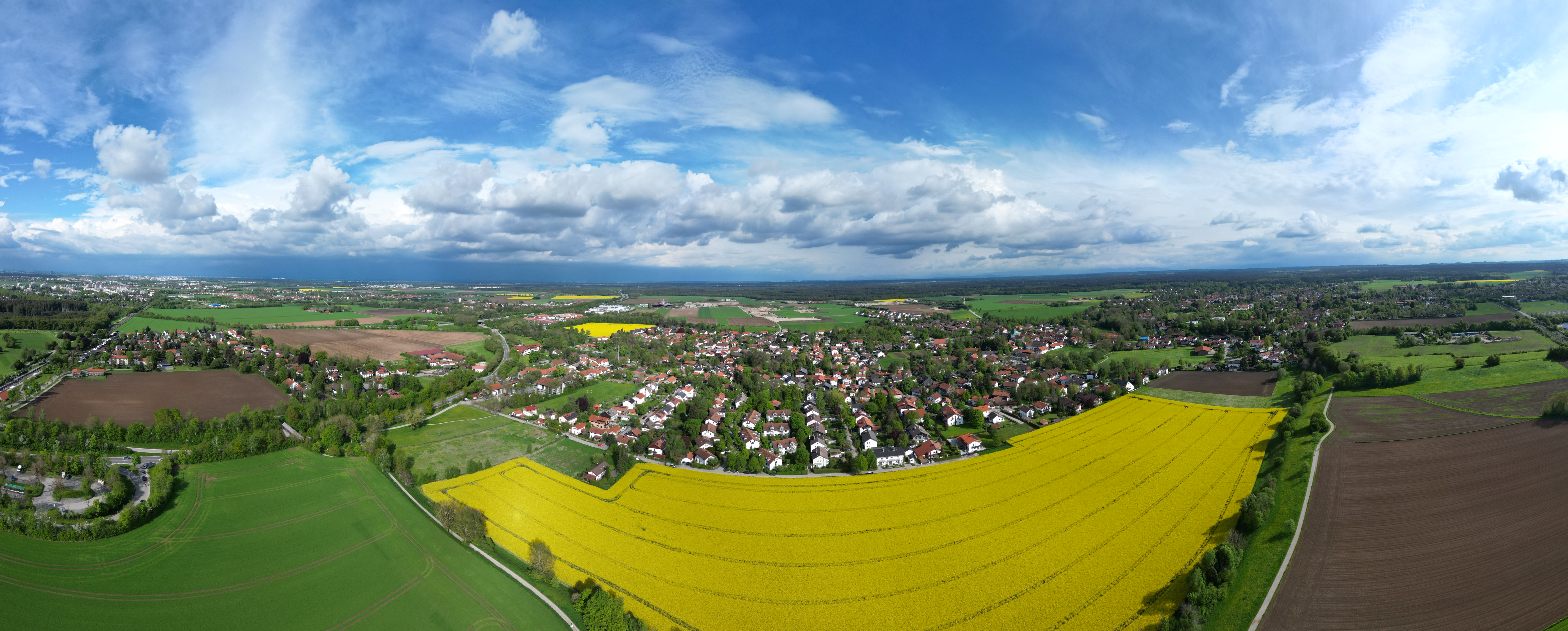
Luftbild-Panorama des Teils östlich der Gleise

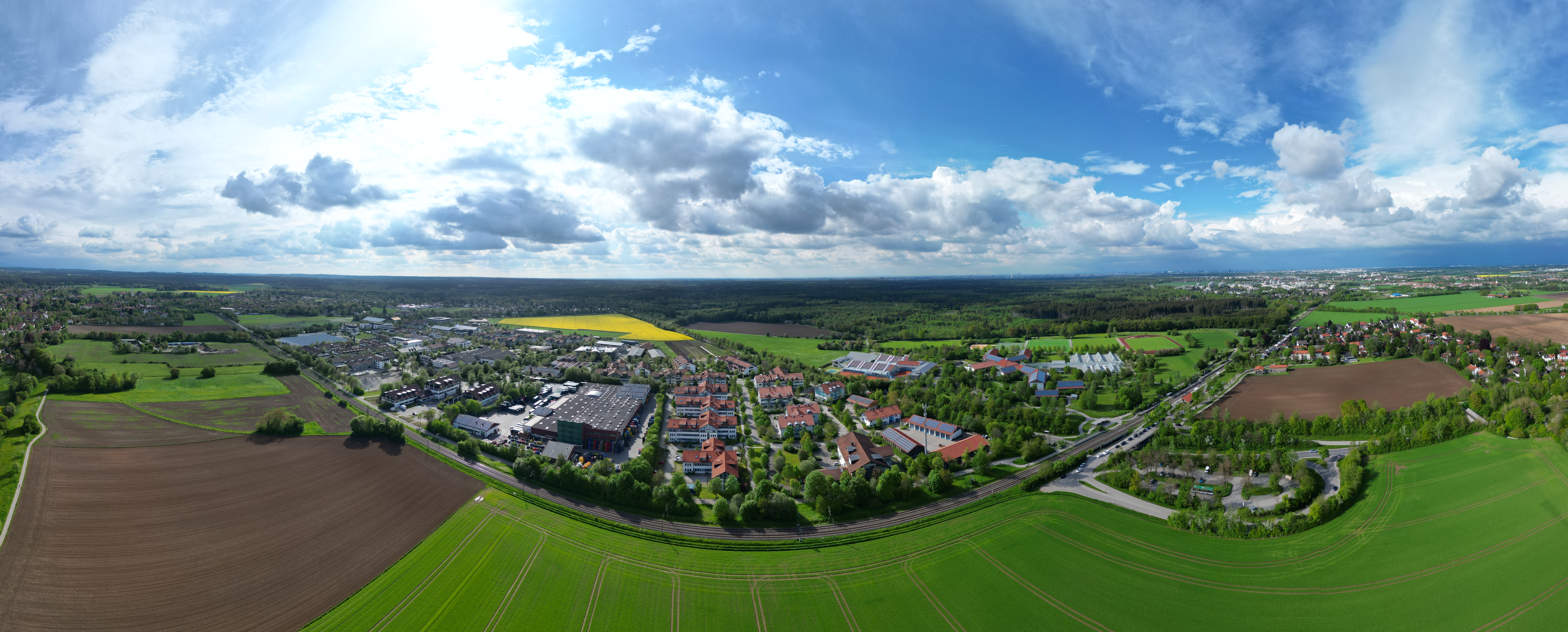
Luftbild-Panorama des Teils westlich der Gleise

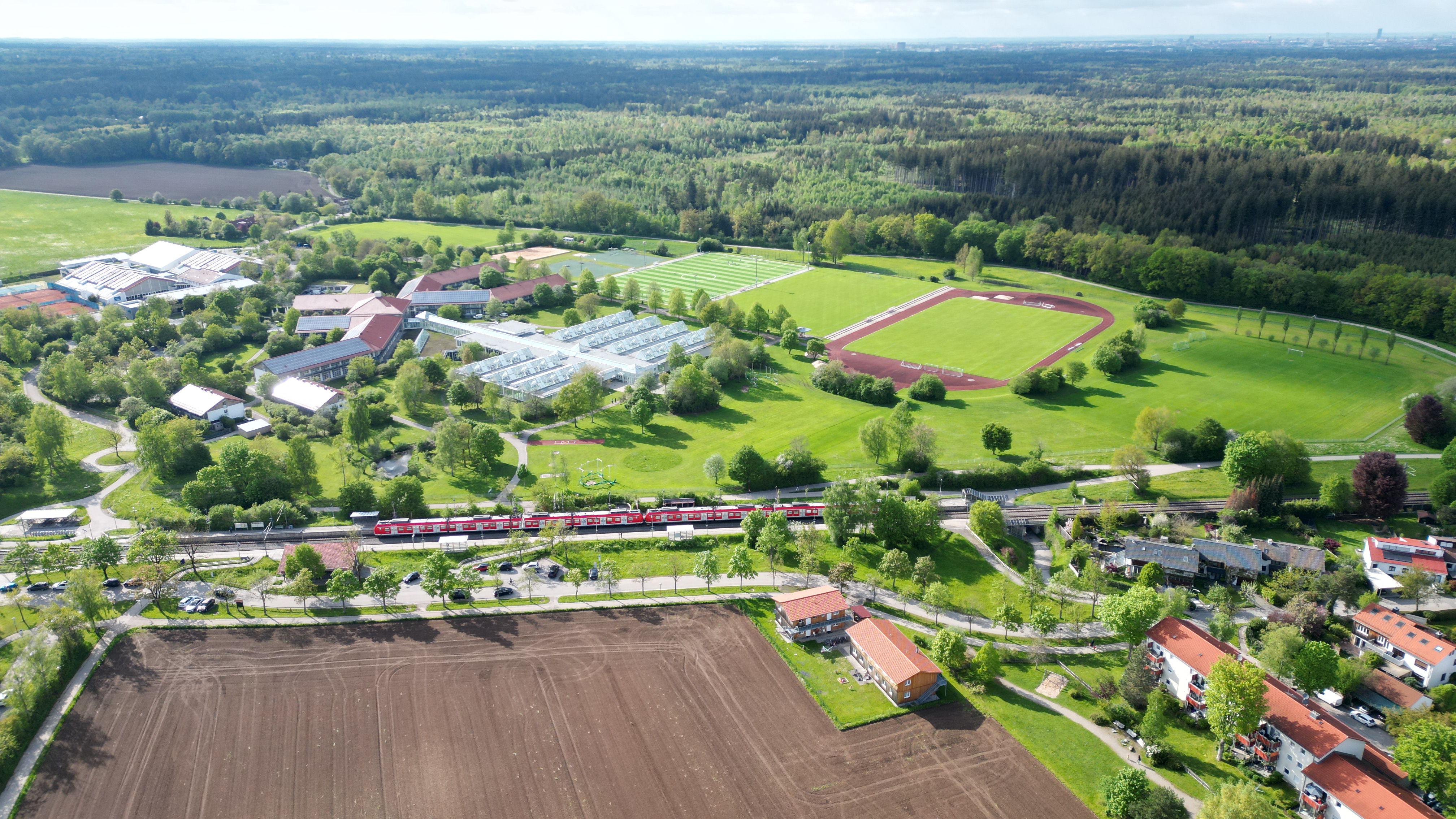
S-Bahnhof und Sportschule

Furth ist ein Gemeindeteil von Oberhaching im oberbayerischen Landkreis München.

## Geographie und Geschichte
Das Dorf liegt an einer Übergangsstelle über den Hachinger Bach und wird erstmals 1172 urkundlich erwähnt.
Der Gemeindeteil Furth grenzt im Norden an den Perlacher Forst, im Süden an den Gemeindeteil Deisenhofen, im Westen an die Gemeinde Grünwald und im Osten an die Gemeinde Taufkirchen.

## Ausflugsort
Furth ist bekannt durch das Ausflugslokal und Biergarten Kugler Alm. Radfahrer durchqueren bequem das Gebiet von Furth, da eine asphaltierte, autofreie Strecke vom Säbener Platz in München durch den Perlacher Forst nach Furth führt. Dort wird gerne im Biergarten der Kugler Alm Rast gemacht, oder die Radtour weiter ins Oberland ausgedehnt.

## Infrastruktur
Verkehrstechnisch wird Furth überregional durch die Bahnlinie München–Holzkirchen und die Kreisstraße M 11 von Oberhaching nach Grünwald sowie die Anschlussstelle Oberhaching an die Autobahn A 995 angebunden. Ebenso gibt es einen S-Bahn-Haltepunkt in Furth (S3).
Weiterhin sind die Sportschule Oberhaching sowie das Naturbad Furth in der Region bekannt.
In Furth ist auch das Industriegebiet der Gemeinde Oberhaching.

## Baudenkmäler
In die amtliche Denkmalliste sind vier Objekte im Dorf eingetragen:
- Ehemaliges Bauernhaus, Bachweg 22a
- Wegkapelle
- Wohnteil des ehemaligen Hakenhofes Beim Melcher, Hahilingastraße 45
- Bauernhof in Hakenform, sogenannt Beim Neumair, Hahilingastraße 47